# Crăciunel, Harghita
Crăciunel (maghiară Karácsonyfalva) este un sat în comuna Ocland din județul Harghita, Transilvania, România.

## Date geologice
Pe teritoriul acestui sat a fost semnalată prezența unor izvoare sărate.

## Obiective turistice
- Biserica Unitariană. În turnul bisericii se păstrează o piatră cu o inscripție runică.

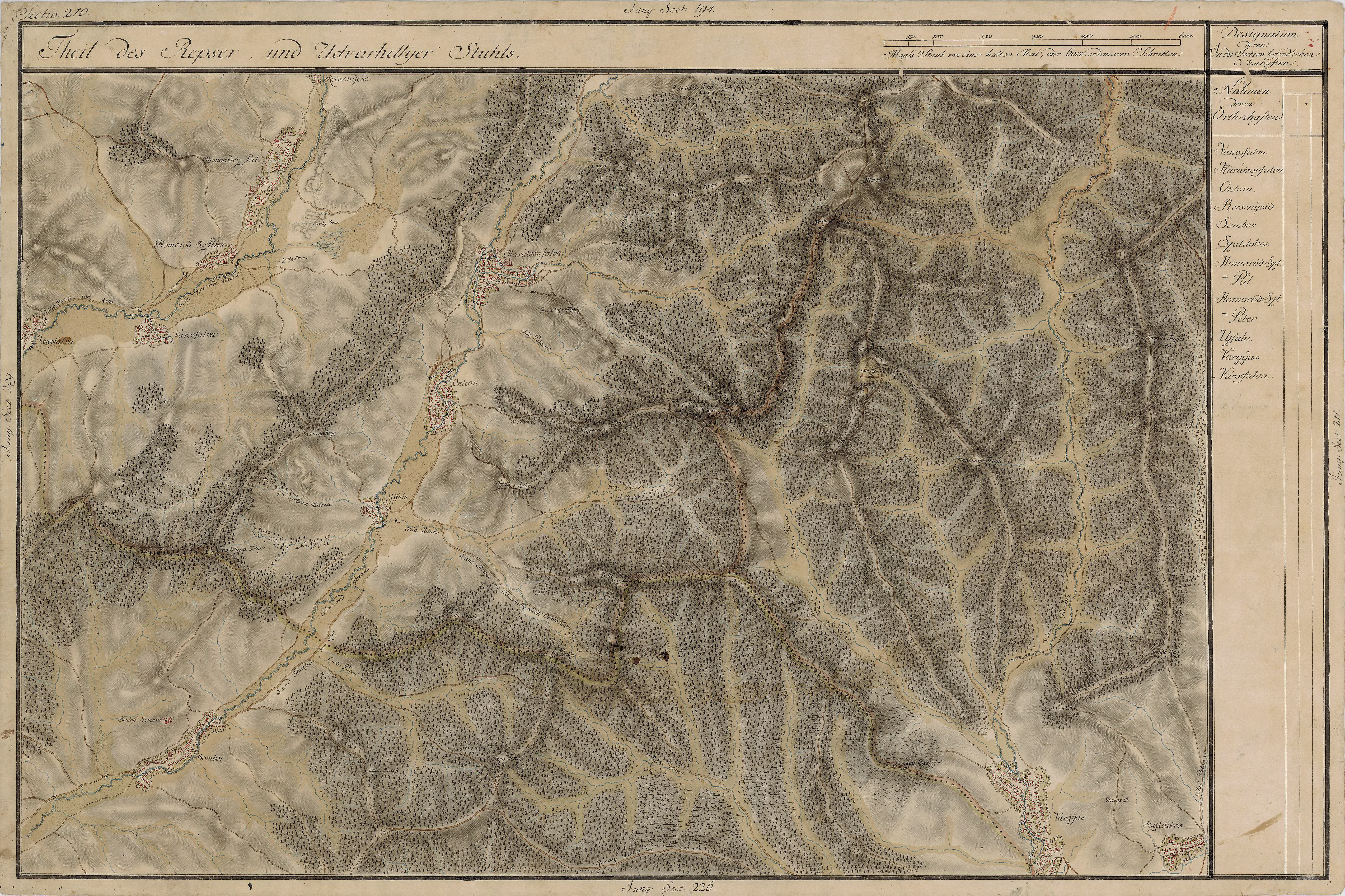
Crăciunel pe Harta Iosefină a Transilvaniei, 1769-1773

 Acest articol despre o localitate din județul Harghita este deocamdată un ciot. Puteți ajuta Wikipedia prin completarea lui.